# Süßer Rausch
Süßer Rausch ist ein zweiteiliger deutscher Fernsehfilm, der am 16. und 17. Oktober 2022 im Zweiten Deutschen Fernsehen im Abendprogramm gesendet wurde.

## Handlung
Der zweiteilige Fernsehfilm erzählt von den schwierigen familiären Beziehungen der Schnapsbrenner-Dynastie Preus.

## Hintergrund
Der Film wurde vom 8. Mai 2021 bis zum 9. Juli 2021 in Bassano del Grappa (Venetien/Italien) gedreht.

## Kritiken
„‚Süßer Rausch‘ sollte mutmaßlich gleichzeitig Primetime-tauglich werden und camp, Kitsch, der weiß, was er ist und dabei so überladen, dass es schon wieder cool ist. Nur haben Sabine Derflinger und ihr Autor Sathyan Ramesh ihr Projekt dafür nicht genug geliebt. Großartiger Unfug will genauso hingebungsvoll geschaffen werden wie große Kunst.“